# 羅循
羅循（1464年—1533年），字遵善，號雙泉，陝西漢中府金州洵陽縣白河堡民籍，江西吉安府吉水縣黃橙溪人，明朝政治人物。

## 生平
弘治八年（1495年）乙卯科陝西鄉試第三名舉人，十二年（1499年）己未科會試第四十名，二甲第六十八名進士。刑部觀政，授南京刑部廣東司主事，在职五月，丁父忧。十七年（1504年）起复为工部都水司主事，管徐州漕运工部分司。正德三年（1508年）任满，改兵部武库司主事，四年升车驾司员外郎，巡视皇城，五年改武选司员外郎，六年出为鎮江府知府，七年改淮安府知府，八年八月升山东按察司副使、兵备徐州淮扬等处，十年继母李氏去世丁忧归。十三年起复为山东按察司副使、兵备密云，因鎮守太监张信以密云兵备为冗员，请求裁撤，遂辞官归乡。十四年宁王朱宸濠反，应王守仁平叛。
嘉靖六年（1527年）以荐復除山东按察司副使，以病辞，十二年（1533年）四月三日卒于家。

## 家族
曾祖羅慶同（1393年-1474年），字嗣慶，號善菴；祖父羅良，廣海衛經歷；父羅玉，贈兵部武選司員外郎。母周氏。重庆下。兄羅復，弟羅徵。
妻李氏（封宜人），淮王府長史李勳（號懋齋）女，生子羅洪先。